# 斯文·林德曼
斯文·亨里克·林德曼（瑞典語：Sven Henrik Lindman，1942年4月19日—），瑞典前男子足球运动员，司职中场。他曾代表瑞典国家队参加1974年国际足联世界杯，结果队伍止步第二轮。